# هارو اوكادا
هارو اوكادا هو سياسي ياباني، ولد في 14 يونيو 1914 في بيباي في اليابان، وتوفي في 6 نوفمبر 1991. انتخب عضو مجلس النواب الياباني ‏ وانتخب Vice Speakers of the House of Representatives of Japan ‏.